# Giovanni Antonio Rigatti
Giovanni Antonio Rigatti (* um 1613; † 24. Oktober 1648 in Venedig) war ein italienischer Komponist, Chormeister des Frühbarock.

## Leben
Giovanni Antonio Rigatti erhielt seine musikalische Ausbildung ab 1621 als Sängerknabe am Markusdom, sowie in einem der Konservatorien Venedigs, außerdem erhielt er eine Ausbildung zum Priester. Von September 1635 bis März 1637 war er Chorleiter am Dom von Udine. Ab 1639 war er „maestro d’organo e musica alle figliole“ am Konservatorium des Ospedale dei Mendicanti in Venedig. Rigatti unterrichtete auch am Ospedale degli’Incurabili, ohne hierzu die Genehmigung seiner Vorgesetzten erhalten zu haben, worauf ihn eine eigens einberufene Kommission entließ. Am Ospedale degli’Incurabili gehörte Francesco Lucio zu seinen Schülern. 1642 wurde Rigatti Kaplan des Gianfrancesco Morosini, der 1645 zum Patriarchen von Venedig gewählt wurde. Dieser ernannte ihn 1637 zum Kanoniker am Markusdom.
Rigatti veröffentlichte neun Bände mit geistlicher Musik (fünf Einzel- und konzertierende Motetten, vier Psalmen und  drei Messen) sowie zwei Bücher mit weltlicher Musik (Monodien im concertato-Stil und Madrigale). Seine Musik enthält bezaubernde Melodien und ist dennoch kraftvoll, sie ist einfallsreich in den Strukturen und zeichnet sich durch dramatische Wortmalereien aus. Die 1640 dem Kaiser Ferdinand III. gewidmeten Messa e Salmi ist Rigattis eindrucksvollste Sammlung, sie hat durchgehend ein ähnlich hohes Niveau der musikalischen Erfindungsgabe, wie Claudio Monteverdi sie in seiner Selva morale e spirituale, die im gleichen Zeitraum erschien, zeigt.